# Edward B. Llewellyn
Edward Beach Llewellyn (Saint Louis, 11 januari 1879 – Monahans, 25 september 1936) was een Amerikaans componist, muziekpedagoog, trompettist en kornettist. Hij was de zoon van de James D. Llewellyn (1856-1920) kornetsolist en later trompettist van het Chicago Symphony Orchestra.

## Levensloop
Llewellyn kreeg zijn eerste trompetles van zijn vader in 1890. Hij studeerde muziektheorie, piano en viool aan het Chicago Musical College. In 1893 werd hij kornettist in de T. P. Brooke’s Chicago Marine Band en speelde met dit orkest bij concerten tijdens de The Chicago World's Fair in 1893 en bleef in deze functie tot 1899. In 1897 verzorgde hij samen met zijn vader optredens als duet in deze Brook's Chicago Marine Band. In 1899 werd hij als 1e trompettist opvolger van Bert Brown in Adolph Rosenbecker’s Symphony Orchestra. In 1904 trad hij als kornetsolist 76 keer met de Weil's Band of St. Louis tijdens de Saint Louis World's Fair in 1904 in Saint Louis op. In 1905 en 1906  was hij kornettist bij de United States Marine Band "The President's Own" in Washington D.C..
Van 1907 tot 1909 was hij trompettist in het Pittsburgh Symphony Orchestra toen onder leiding van Emil Pauer. In zomermaanden speelde hij van 1908 tot 1912 als kornet solist bij de concerten door de Rochester Municipal Band. In 1909 en 1910 was hij lid van het Minneapolis Symphony Orchestra. In het volgende jaar was hij trompettist in het orkest van de Chicago Opera Company. In 1911 tot 1912 was hij trompettist in het Theodore Thomas Orchestra. Van 1912 tot 1933 was hij 1e trompettist in het Chicago Symphony Orchestra. In 1925 werd hij als opvolger van Albert Ulrich ook Personal Manager in de administratie van het orkest. In 1933 wisselde hij vanwege problemen met zijn taanden op de 3e trompet in het Chicago Symphony Orchestra. 
Van 1919 tot 1921 doceerde hij aan het Chicago Musical College. Tot zijn leerlingen behoren Clifford P. Lillya en Renold Otto Schilke.
Als componist schreef hij werken solowerken voor trompettisten of kornettisten. Hij overleed in het gevolg van een tragisch auto-ongeluk. 

## Composities

### Werken voor harmonieorkest
- 1907 The Premiere Polka, voor kornet (of trombone, of bariton) en harmonieorkest
- 1910 Llewellonian, polka voor kornet (of trombone, of bariton) en harmonieorkest
- 1910 Vous et je, langzame wals voor kornet en harmonieorkest
- 1918 Anna, valse caprice voor kornet en harmonieorkest
- 1918 Ocean Breezes, wals voor kornet en harmonieorkest
- 1919 Salute Polka, voor kornet en harmonieorkest
- My Regards, voor kornet (of trombone, of bariton) en harmonieorkest

### Vocale muziek

#### Werken voor koor
- London waits, voor gemengd koor en koperensemble (of orgel)